# NGC 6986
NGC 6986 (również PGC 65750) – galaktyka eliptyczna (E-S0), znajdująca się w gwiazdozbiorze Koziorożca. Odkrył ją Francis Leavenworth 2 września 1885 roku.
W galaktyce tej zaobserwowano supernową SN 2002el.